# Richard Duffy
Pour les articles homonymes, voir Duffy.
Richard Duffy est un footballeur gallois né le 30 août 1985 à Swansea. 
Il évolue en tant que défenseur.

## Carrière
Le 27 juin 2016, il rejoint le Notts County.

### Internationale
Il a connu sa première sélection avec l'équipe des Pays de Galles contre la Slovénie le 17 août 2005.
Il a été sélectionné à 13 reprises.